# Амар Фатім Мборсо
Амар Фатім Мборсо (д/н — 1825) — брак (володар) держави Ваало в 1816—1825 роках. Сприяв проникненню французів в долину річки Сенегал.

## Життєпис
Походив з династії Мбодж. За материнською лінією належав до роду Діус. Про молоді роки обмаль відомостей. 1816 року зумів зайняти трон, можливо поваливши свого попередника Кулі Мбааба.
З самого початку стикнувся із складною ситуацією в середині держави, де йому протистояв рід Теед'єк. Втім головною небезпекою залишалися імамат Фута Торо і емірат Трарза, особливо останній.
За цих обставин брак радо погодився укласти союз з французами, що нещодавно відновили владу в Сен-Луї. 8 травня 1819 року уклав Ндіавську угоду з сенегальським губернатором Жульєном-Дезіре Шмальцем, відповідно до якої надавав право французьким колоністам вирощувати цукрову тростину і бавовну. Натомість Франція обіцяла військову підтримку та сплату оренди (кутума). Того ж року уклав договір з державою Волоф й поваленим еміром Трарзи Мухаммадом II щодо спільних дій проти еміра Амара IV.
У відповідь Амар IV, емір Трарзи, 1820 року вдерся до Ваало, сплюндрувавши значні області. У відповідь 1821 року Амар Фатім Мборсо дозволив французам звести форт в місті Даган на річці Сенегал. Проте це не зупинило еміра Трарзи. Тому 1822 року надав військо Мухаммаду II, який зумів захопити південь емірат. В результаті вдалося створити перепону для нападів з боку Амара IV.
1825 року Амара Фатім Мборсо було повалено, а замість нього обрано Єрім Мбан'їк Тег Релла. Це спричинило військове втручання французів.